# Медведев, Юрий Александрович
Ю́рий Алекса́ндрович Медве́дев (6 января 1939, Уфа — 25 июля 2024) — советский и российский архитектор, художник-нонконформист, литератор.

## Биография
Юрий родился в г. Уфе. В 1940 году, семья вернулась в Новосибирск, где родились ещё 2 брата. Родители — сибиряки, деды происходят из Великоустюжья и со Псковщины (ремесленники). В 1988 году переехали на Ленские прииски, где дед Георгий Порфирьевич Угрюмов дослужился до начальника сектора учёта и отчётности в «Союззолото» в Иркутске. Другой дед, Николай Порфирьевич Угрюмов, кавалер Георгиевского креста, жил в Петербурге. Отец, Александр Степанович Медведев — инженер, мать, Антонина Георгиевна Медведева — врач. Родители — кавалеры ордена «Знак почёта» за работу во время второй мировой войны.
Юрий закончил Новосибирский инженерно-строительный институт (Сибстрин) в 1962 году архитектором, параллельно брал уроки у живописца — авангардиста Грицука Н. Д. (1922—1976 гг.). В этот же период в академгородке проходили выставки авангарда 20х-30х годов и впервые прошла выставка Филонова П. Преподавание также вели конструктивисты, в том числе Кузьмин Н. из «ВХУТЕМАСа»(Москва).
Далее была работа архитектором в Иркутске и во Фрунзе, где Юрий познакомился с работами азиатских художников.
С 1967 года проживал со своей семьёй в Ленинграде, где познакомился после своей персональной выставки в «Ленпроекте» и Доме Архитектора с художниками «группы 11» (Аршакуни З. П., Егошин Г. П.), «Арефьевский круг», (Арефьев А. Д., Васми Р. Р., Шемякиным М. М., поэтом Григорьевым О. Е.). В 1974 году Юрий принимает участие в выставке ДК «Невский» и затем до 1985 года в ДК «Дворец Молодежи» и квартирных, а после 1985 года вместе с «нонконформистами» в городских выставках и в следующих странах (Франция, Нормандия(-передвижная), Германия(Гамбург), США(Сан-Диего, передвижная), Белоруссии(Гомель), в городах России — Москва, Саранск, Новгород, Псков).
В это же время Юрий не прекращает работу в проектных организациях города, осуществляется ряд построек в городе, пригородах и области, издаёт малотиражные сборники стихов, публикации своей живописи, руководит архитектурной мастерской совместно с сыном архитектором Медведевым Антоном Юрьевичем и женой Медведевой Юлией Федоровной (инженер-строитель, кандидат технических наук).
Умер 25 июля 2024 года в возрасте 85 лет.

## Персональные выставки
1. 1970 «Азии», «Ленпроект», Ленинград.
2. 1971 «Азии», Дом Архитектора, Ленинград.
3. 1980 Квартирная у С. М. Сигитова, Ленинград.
4. 1987 «25 лет творчества», «Торгпроект», Ленинград.
5. 1990 «Галерея 10-10» на Пушкинской 10, Ленинград.
6. 1993 «Уличные переходы», Дом Архитектора, Санкт-Петербург.
7. 1994 «Больница», институт Пастера, Санкт-Петербург.
8. 1997 «Бытия», музей городской скульптуры, Санкт-Петербург.
9. 1997 «Памяти Олега Григорьева», Дом Композитора, Санкт-Петербург.
10. 1999 «Полтергейст ХХ», музей «Нонконформизма», Пушкинская 10, Санкт-Петербург.
11. 2001 «Азии», редакция «Нева» «Новоград», Санкт-Петербург.
12. 2001 «Цветные формы бытия», галерея «Борей», Санкт-Петербург.
13. 2004 «Цветы и портреты», галерея «Борей», Санкт-Петербург.
14. 2005 «Больница», галерея «Спас», Санкт-Петербург.
15. 2012 «Причалы», «Голубая гостиная» Союза Художников, Санкт-Петербург.
16. 2012 «Просветы», галерея «Борей»

## Наиболее значительные постройки как архитектора, в соавторстве

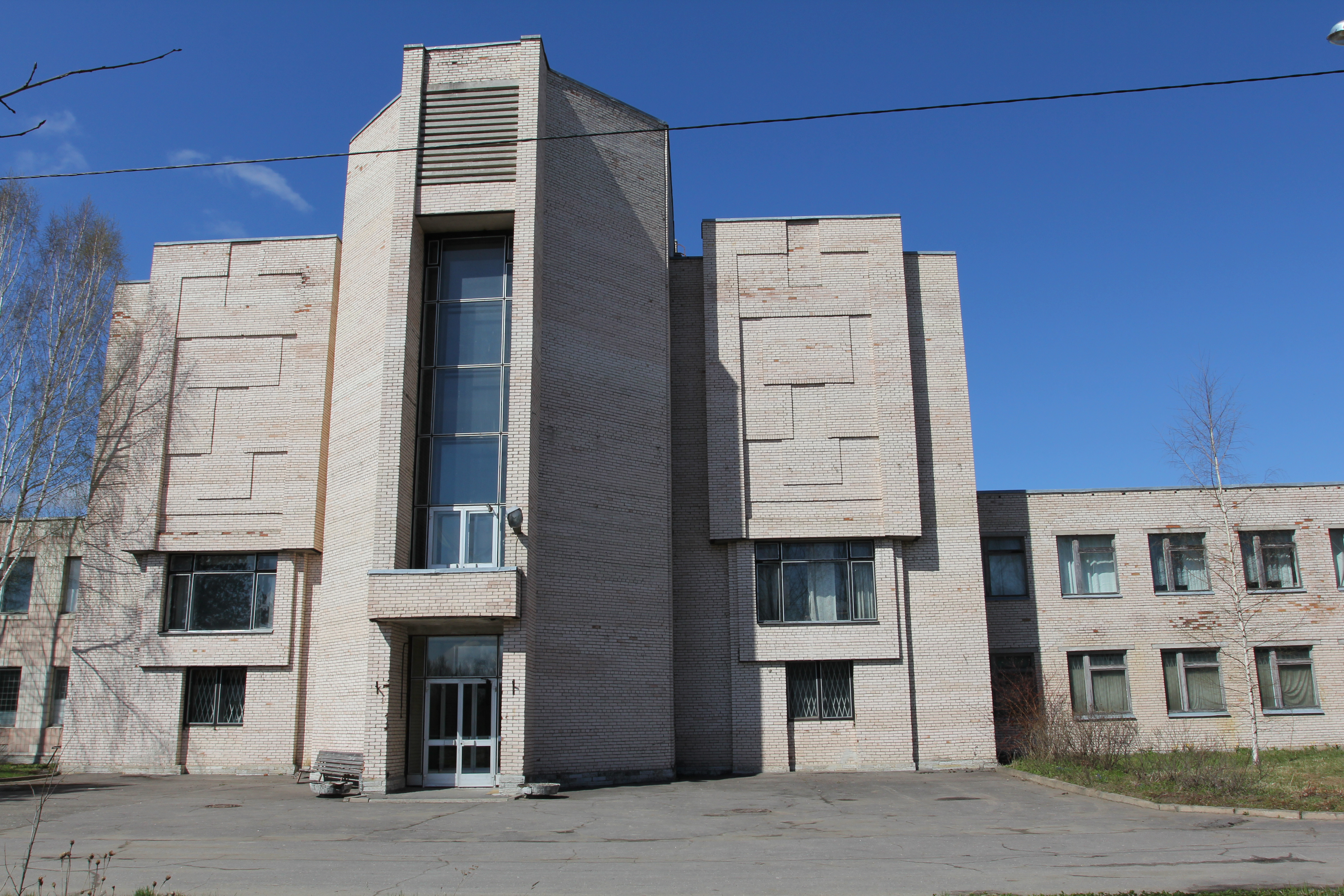
Здание факультета аэродинамики СПбГУ

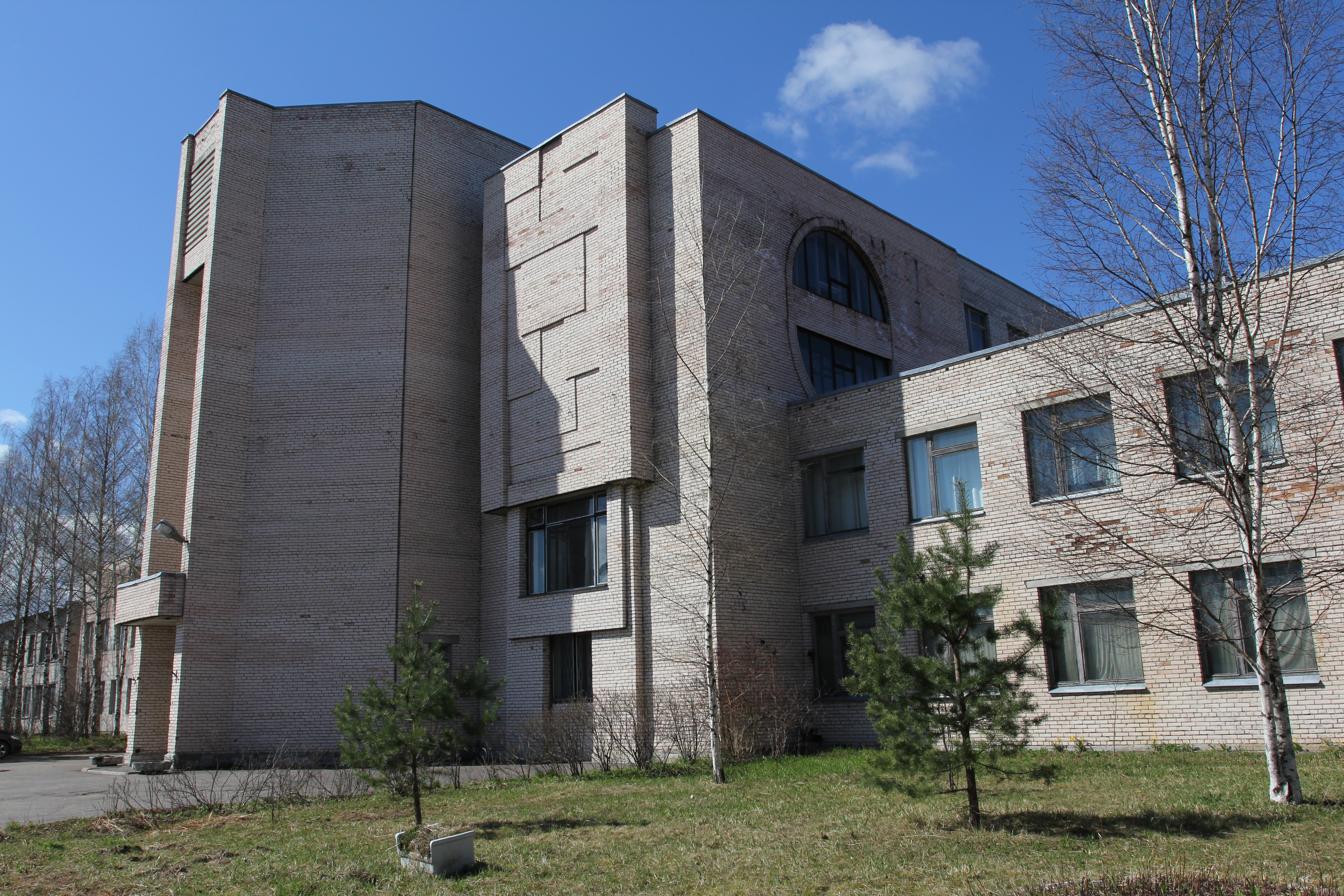
Здание факультета аэродинамики СПбГУ

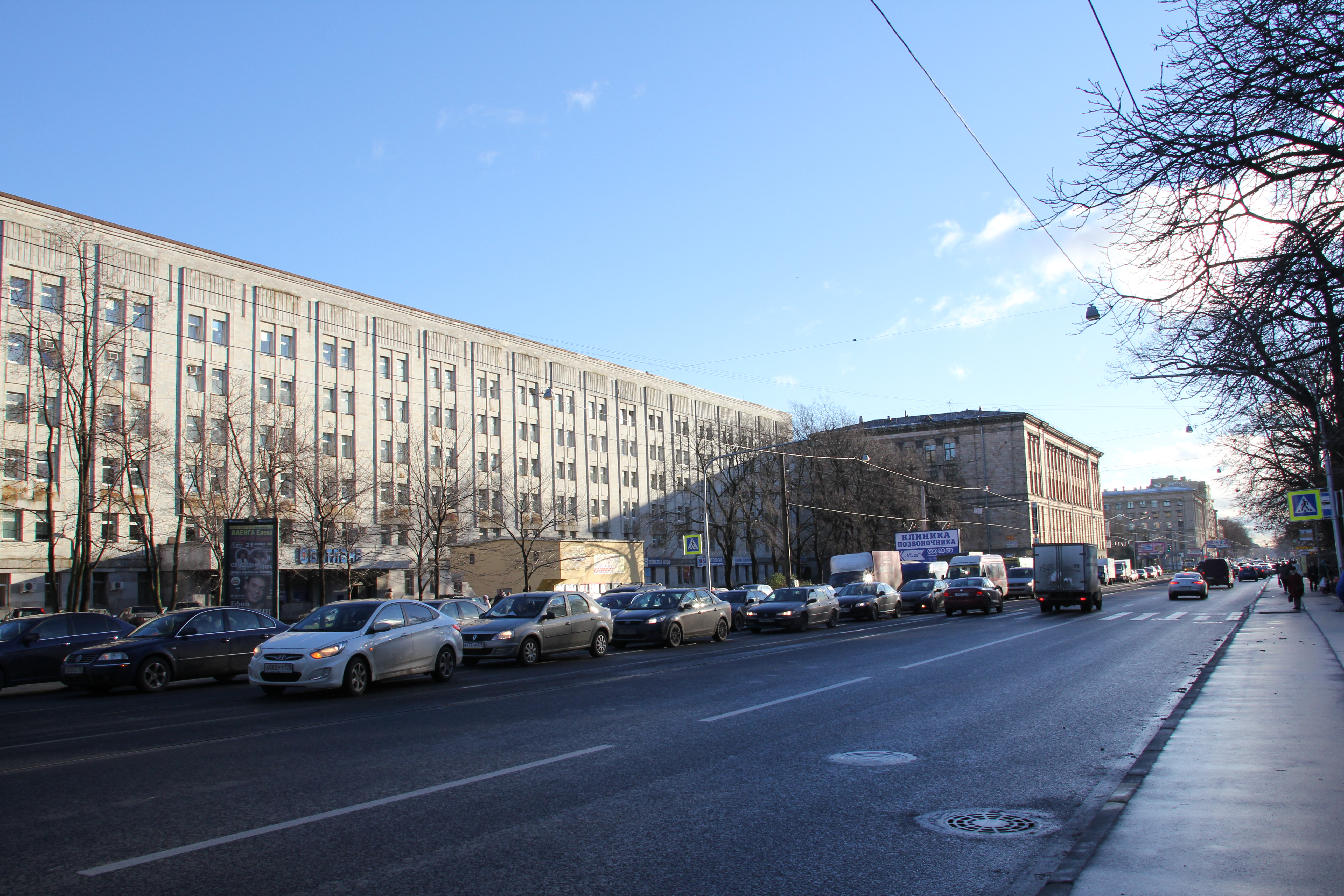
Поликлиника завода «Светлана»

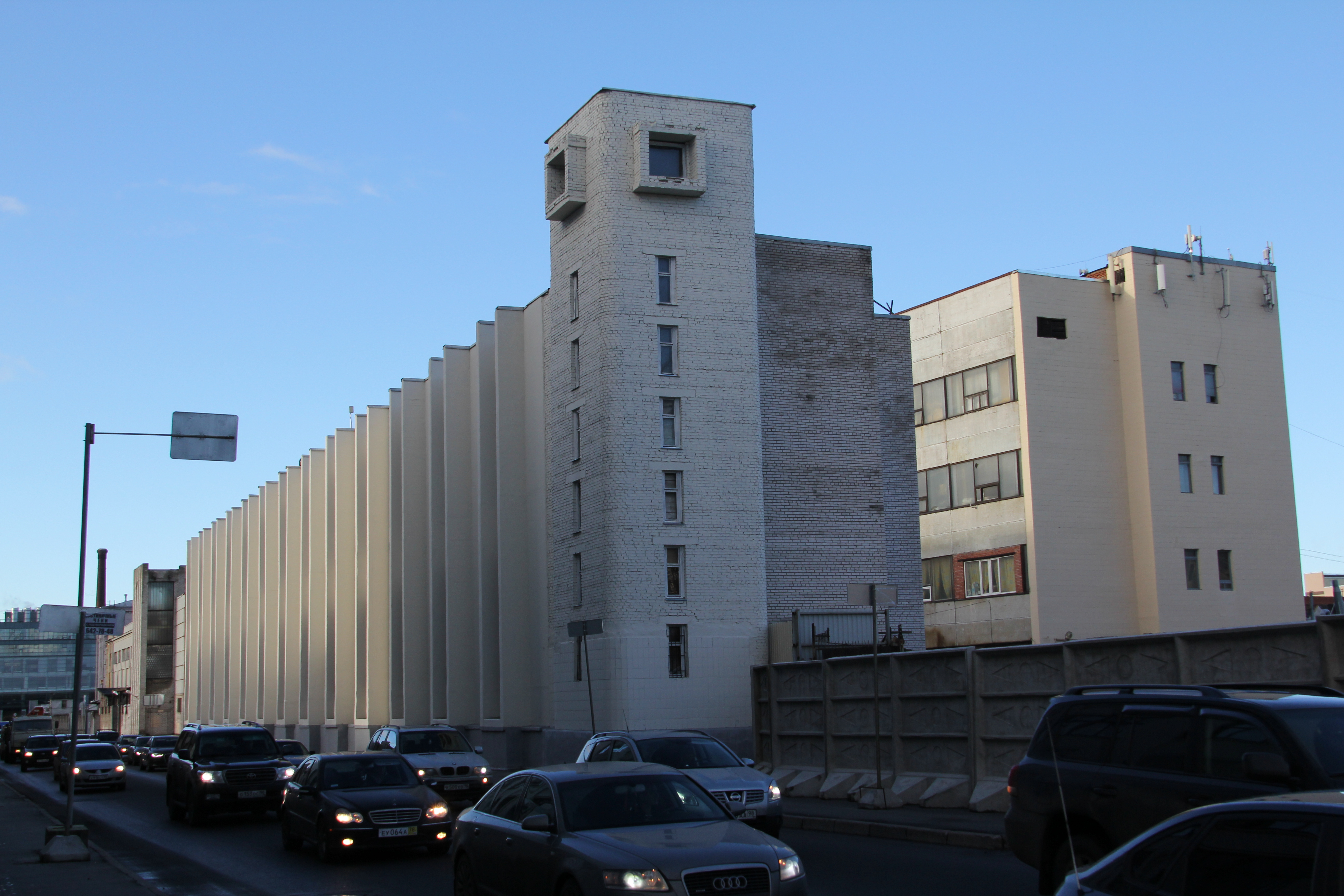
Корпус очистных сооружений завода «Мезон»

1. Швейный корпус трикотажной фабрики в стиле «неоконструктивизм», г. Фрунзе. 1963—1964 гг.*
2. Автосборочный корпус-завод в стиле «неоконструктивизм», г. Фрунзе. 1964 г.*
3. Электротехнический корпус-завод в стиле «неоконструктивизм», г. Фрунзе. 1964—1965 гг.*
4. Блок автобаз в стиле «конструктивизм», г. Фрунзе. 1965 г.
5. Корпус аэродинамики в стиле «необрутализм» ЛГУ, г. Петродворец. 1975 г.
6. Поликлиника завода «Светлана», г. Ленинград. 1980 г.
7. Корпус очистных сооружений завода «Мезон» в стиле «необрутализм», г. Ленинград. 1991 г.
8. Водогрязелечебница в стиле «Неоклассицизм», г. Луга. 1990 г. (Грамота за 1 место на смотре построек 1998 г. в Москве, СПб и странах СНГ (Баку)).
9. Столовая базы отдыха Политехнического университета в стиле «неоромантизм», Карельский перешеек. 2003 г.
10. Особняки частных владельцев в стиле «неоромантизм», «неоклассицизм». (Шувалово-Озерки, Рождественно и др.)[Примечание 1]

## Публикации
1. «Мастер, который жил в Новосибирске», Сборник «Николай Грицюк». Сост. В. Э. Грицюк. Новосибирск: Кн.из-во, 1987 г.
2. «Олег Григорьев», «Олег Силегов», Сборник «Герои Ленинградской культуры 1950—1980 гг.», сост. Скобкина Л. И., СПб., 2005 г.
3. «Художники полураспада», Журнал «Нева», Спб, № 10 2001 г.
4. «Беседы с Арефьевым». Сборник Арефьевский круг. Серия «Авангард на Неве». Сост. Гуревич Л., Спб, 2002 г.
5. «Стихи на страничке художника». Литературный альманах «Русские страницы», № 5 СПБ, 2009 г.
6. «Город грез», повесть. «Фантастическое повествование». Литературный альманах «Русские страницы», СПб, № 6, 2012 г.
7. «Цветные формы бытия…», сборник стихосложений Медведева Ю. А.,ред Чернышов В. В., СПб, 2011 г.
8. «Клики», «Когломерат». изд-во. Борей, СПб, 1996 г.
9. «Необходимые изъяснения». Каталог «Бытия». «Петрополь», Спб, 2007 г.

## Собрания живописи
1. Русский музей, каталог работ с выставок «Время перемен» и «Власть воды»[6]
2. Манеж, публикации работ в каталоге «Петербургское искусство».
3. Музей нонкомформистского искусства. Каталоги музея.
4. Музей Достоевского. СПб.
5. Музей им. Эрьзи в Саранске.
6. Галерея Гомеля.
7. Частные собрания Санкт-Петербурга, Москвы, Новосибирска, Чикаго, Цюриха.
8. Музей Нортона Доджа, г. Циммерли, США[7].
9. Университет г. Сан-Диего, США.

### Примечание
1. ↑  Опубликованы в книгах «Архитектура советской Киргизии». М, Стройиздат, 1972 и «Архитектура города Фрунзе», М. Стройиздат, 1978.